# LEGO Filmen 2
LEGO Filmen 2 (originaltitel: The Lego Movie 2: The Second Part) er en computeranimeret film fra 2019, der er produceret af Warner Animation Group. Den er instrueret af Mike Mitchell. Det er en opfølger til LEGO Filmen fra 2014.

## Medvirkende
- Chris Pratt som Emmet Bygklodski[a]
- Elizabeth Banks som Lucy/Graffititøsen[4][5]
- Alison Brie som DanseKat[6]
- Tiffany Haddish som Dronning Jakabli Wajavil[7]
- Stephanie Beatriz som General Kandis Kaos

Kilde:

## Produktion

### Udvikling
Den 12. marts, 2014, meldte Deadline Hollywood ud, at medinstruktør Chris McKay skulle instruere fortsættelsen sammen med Phil Lord og Christopher Miller som producere.
Den 25. oktober 2018, blev det udmeldt, at Phil Lord og Chris Miller havde skrevet under til at skrive manuskriptet til The Lego Movie 2.
Den 24. februar, 2015, blev det offentliggjort, at Rob Schrab skulle instruere filmen i stedet for Chris McKay, fordi at sidstnævnte skulle instruere filmen The Lego Batman Movie. I februar 2017 Schrab blev erstattet af Mike Mitchell, angiveligt på grund af "kreative forskelligheder".

## Eksterne links
- Officiel hjemmeside
- LEGO filmen 2 på Internet Movie Database (engelsk)
- LEGO filmen 2 på Filmdatabasen
- LEGO filmen 2 på AlloCiné (fransk)
- LEGO filmen 2 på MovieMeter (nederlandsk)
- LEGO filmen 2 på AllMovie (engelsk)
- LEGO filmen 2 hos Behind The Voice Actors (engelsk)
- LEGO filmen 2 på Turner Classic Movies (engelsk)
- LEGO filmen 2 på The Movie Database (engelsk)
- LEGO filmen 2 på Rotten Tomatoes (engelsk)
- LEGO filmen 2 på Metacritic (engelsk)
- Officielt websted på Lego.com

| Film | Spire Denne filmartikel er en spire som bør udbygges. Du er velkommen til at hjælpe Wikipedia ved at udvide den. |